# Stržský potok
Stržský potok je levostranný přítok řeky Sázavy v Kraji Vysočina. Délka toku činí 11,8 km. Plocha povodí měří 39,6 km².

## Historie názvu
V kronikách je Stržský potok uváděn jako Sázava. Toto tvrzení má i své hydrologické opodstatnění. V současné době je jako hlavní zdrojnice Sázavy označována říčka, která vytéká z Velkého Dářka. V minulosti se tato říčka nazývala Polná.
Porovnání Sázavy a Stržského potoka v místě soutoku:
| název toku     | plocha povodí | průměrný průtok (Qa) |
| -------------- | ------------- | -------------------- |
| Sázava (Polná) | 36,40 km²     | 0,41 m³/s            |
| Stržský potok  | 39,55 km²     | 0,47 m³/s            |

Sázavou byla v minulosti nazývána i dnešní Želivka.

## Průběh toku

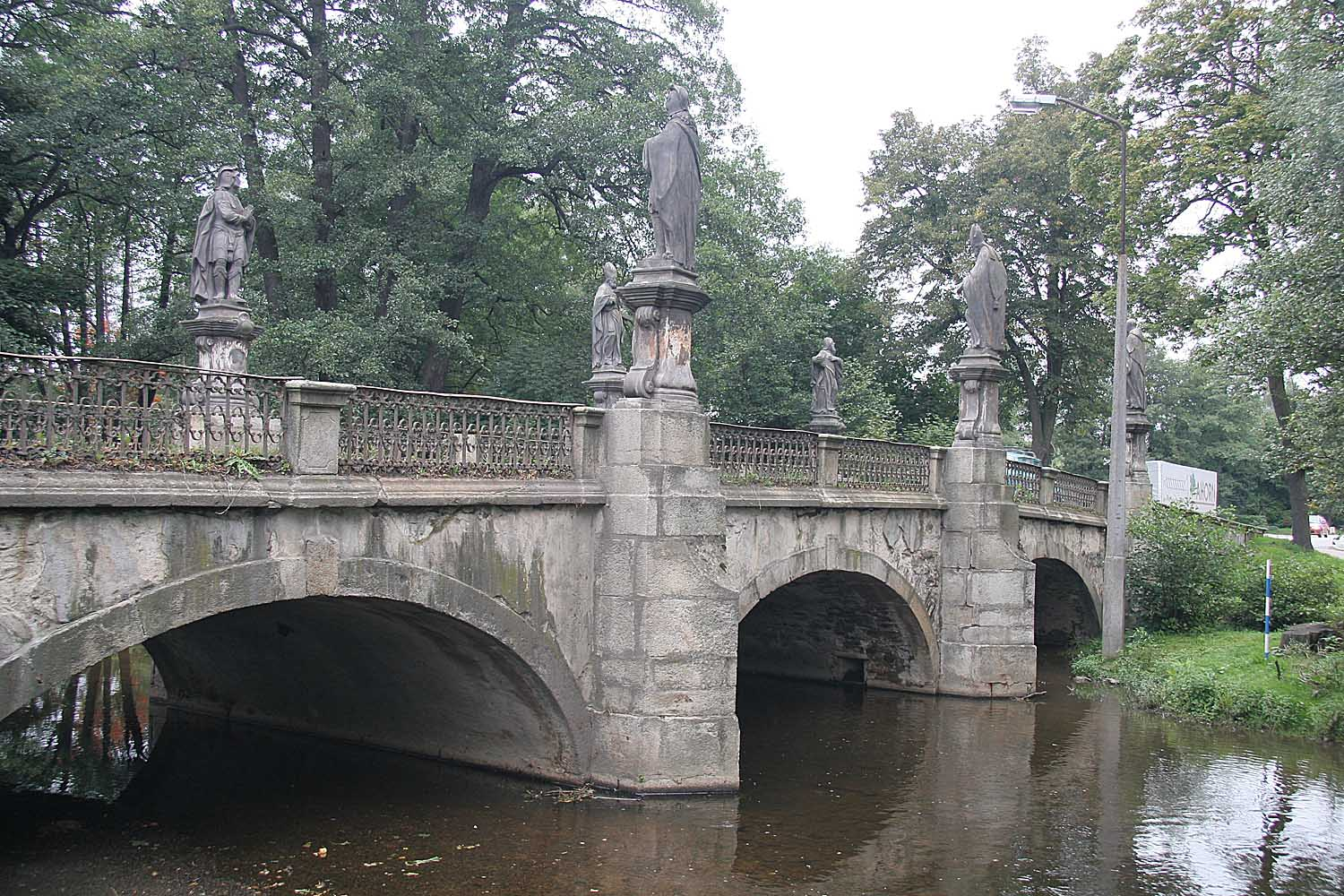
Most přes Stržský potok ve Žďáru nad Sázavou

Potok pramení v Křemelové studánce, která se nachází východně od obce Cikháj. Horní tok známý též jako Cikhájský potok teče nejprve západním směrem. Po zhruba dvou kilometrech se potok obrací k jihu. Tento směr si již ponechává až ke svému ústí. Pod obcí Světnov napájí vodní nádrž Strž, která dnes slouží k rekreačním účelům. Po zhruba dalších 4 kilometrech vtéká do Žďáru nad Sázavou, napájí Konventní rybník a nakonec ústí do Bránského rybníka (Sázavy) v místě, které se nachází na jejím 211,6 říčním kilometru.

### Větší přítoky
- Sklenský potok (hčp 1-09-01-003) je levostranný přítok pramenící v lesích severovýchodně od Skleného v nadmořské výšce okolo 750 m. V pramenné oblasti protéká přírodní rezervací Olšina u Skleného. Na horním a středním toku směřuje převážně na severozápad lesnatou krajinou. Po opuštění lesa na druhém říčním kilometru se stáčí na západ. V tomto úseku protéká chráněným Světnovským údolím. Na dolním toku zadržuje vody potoka rybník Pstružák. Od hráze rybníka teče potok jihozápadním směrem ke svému ústí, které se nachází severně od Světnova. Do Stržského potoka se vlévá na 7,1 říčním kilometru[3] v nadmořské výšce okolo 595 m. Délka toku činí 5,9 km.[3] Plocha povodí měří 8,6 km².[2]
- Lemperský potok je levostranný přítok, který pramení při severním okraji Skleného v nadmořské výšce okolo 740 m. Na horním toku směřuje převážně západním směrem. Západně od Skleného protéká přírodní památkou Sklenské louky. Dále po proudu protéká zalesněnou krajinou, v níž se postupně stáčí na jihozápad a tento směr si ponechává i po opuštění lesa. Do Stržského potoka se vlévá zhruba kilometr východně od Stržanova na 3,4 říčním kilometru[4] v nadmořské výšce okolo 580 m. Délka toku činí 4,7 km.[4]
- Pernička je levostranný přítok pramenící mezi Počítky a Lhotkou v nadmořské výšce okolo 635 m. Na horním toku teče převážně západním až severozápadním směrem. V Počítkách napájí Obecní rybník, od jehož hráze pokračuje krátce na západ. Pod ústím bezejmenného potoka přitékajícího zleva od obce Vysoké směřuje Pernička krátce na severozápad. Po několika stech metrech přijímá zprava bezejmenný přítok, od jehož ústí opět směřuje na západ. Do Stržského potoka se vlévá na okraji chráněného území Louky u Černého lesa na 2,3 říčním kilometru[5] v nadmořské výšce okolo 575 m. Délka toku činí 3,2 km.[5]

## Vodní režim
Průměrný průtok u ústí činí 0,47 m³/s.

## Mlýny
Mlýny jsou seřazeny po směru toku potoka.
- Vodní mlýn v Cikháji – kulturní památka
- Zámecký mlýn – Žďár nad Sázavou, kulturní památka